# Kowala (gmina)

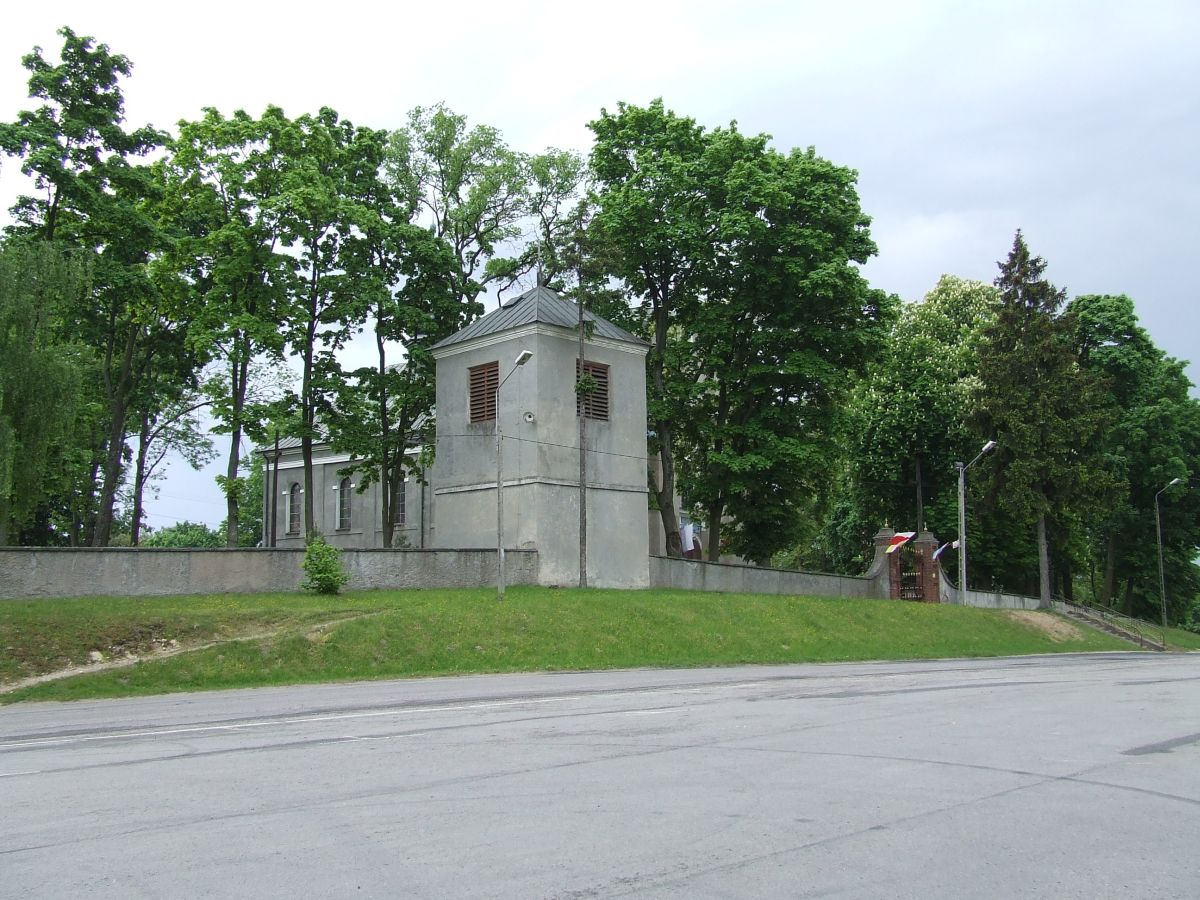
Kościół w Kowali

Kowala (daw. gmina Kowala-Stępocina) – gmina wiejska w województwie mazowieckim, w powiecie radomskim. W latach 1975–1998 gmina położona była w województwie radomskim.
Od strony północnej Kowala graniczy z Radomiem, od wschodu z jego osiedlami mieszkaniowymi i gminą Skaryszew, od południa z gminami Orońsko i Wierzbica, a od zachodu z gminą Wolanów.
Siedziba gminy to Kowala-Stępocina, gmina używa skróconej formy nazwy tej miejscowości Kowala.
Według danych z 21 marca 2016 gminę zamieszkiwało 11 761 osób. Natomiast według danych z 31 grudnia 2019 roku gminę zamieszkiwało 12 247 osób.

## Struktura powierzchni
Według danych z roku 2002 gmina Kowala ma obszar 74,71 km², w tym:
- użytki rolne: 87%
- użytki leśne: 7%

Gmina stanowi 4,88% powierzchni powiatu.

## Historia
Tereny gminy Kowala były zamieszkane już w okresie przedpiastowskim, natomiast pierwsza wzmianka o wsi i parafii Kowala pochodzi z 1325 roku. Za czasów pierwszych Piastów kraj podzielony był na dzielnice, a te na kasztelanie na czele z kasztelanami mianowanymi przez księcia. Do ich kompetencji należała administracja, sądownictwo i wojskowość. Teren obecnej gminy Kowala leżał w dzielnicy sandomierskiej w kasztelani radomskiej. W początkach XIV wieku w dawnych kasztelaniach utworzono sądy ziemskie i w związku z tym podzielono kraj na okręgi sądowe – powiaty. Obecna gmina Kowala znalazła się w powiecie radomskim.
Jeszcze w pierwszej połowie XIV wieku Kowalę otaczał pradawna Puszcza Radomska. Pośród tutejszych bagien, w lasach powstała kolejna osada – Dąbrówka Zabłotna, o której pierwsze przekazy pochodzą z 1377 roku. Kolejne miejscowości powstały na przełomie XIV i XV wieku. Okres ten przyniósł intensywną kolonizację tych ziem. Rody rycerskie uzyskując nowe nadania ziemskie, wycinały puszczę i zakładały nowe wsie. W tym czasie powstały: Bardzice, Kosów, Młodocin, Parznice i Ruda Mała. Tylko jedną wieś w okolicy założono w ramach własności królewskiej. Były to Mazowszany, powstałe poprzez osiedlenie tu osadników z Mazowsza. W drugiej połowie XV wieku powstały kolejne wsie prywatne: Rożki, Trablice i Maliszów. Natomiast w XVI wieku powstały Kotarwice.
Dawne powiaty podzielone były na parafie, które były najmniejszą jednostką podziału terytorialnego, skupiająca kilka osad. Wsie dzisiejszej gminy należały do parafii Kowala i do parafii staroradomskiej (św. Wacława). Długi okres pokoju w XV i XVI wieku sprzyjał rozwojowi gospodarczemu tych ziem. Położył temu kres potop szwedzki z lat 1655-1660. Przez teren gminy maszerowały, siejąc spustoszenie, wojska szwedzkie i siedmiogrodzkie. Jednak Kowala i okolice szczęśliwie nie doznała dużych zniszczeń. W 1662 roku przeprowadzono szczegółowy spis podatkowy parafii Kowala. Mieszkało w niej 1429 osób i była to jedna z gęściej zaludnionych parafii w powiecie radomskim. Składało się na nią 16 osad prywatnych. Średnio w każdej z nich mieszkało po 89 osób. Prawie 7% populacji parafii stanowiła szlachta. Pierwsza połowa XVIII wieku to okres wojen i stagnacji gospodarczej, dopiero ostatnie dziesięciolecia XVIII wieku przyniosły nieznaczne ożywienie.
Po upadku I Rzeczypospolitej powiat radomski znalazł się w zaborze austriackim. W 1809 roku, po kolejnej wojnie napoleońskiej, teren powiatu radomskiego wszedł w skład Księstwa Warszawskiego, dzielącego się na departamenty i powiaty. Teren obecnej gminy wszedł w skład powiatu i departamentu radomskiego. Po upadku Napoleona Księstwo warszawskie uległo likwidacji, w 1815 r. rosyjskie władze zaborcze zlikwidowały departamenty, w ich miejsce tworząc województwa. Kowala wraz z powiatem radomskim znalazła się w województwie sandomierskim.
Gminę zbiorową Kowala-Stępocina utworzono 13 stycznia 1867 w związku z reformą administracyjną Królestwa Polskiego. Gmina weszła w skład nowego powiatu radomskiego w guberni radomskiej i liczyła 2233 mieszkańców
W czasie powstania styczniowego miejscowa społeczność włączyła się do zrywu narodowego. Powstańcy mogli liczyć na przychylność ludności. W sierpniu 1863 roku w okolicach Kowali doszło do bitwy powstańczej z wojskimi rosyjskimi. W 1864 r. na mocy ukazu carskiego dokonano uwłaszczenia chłopów. Dotychczasowe duże folwarki zostały w znacznej mierze rozparcelowane pomiędzy chłopów a jedynie część pozostała w rękach szlachty. Wtedy też powstały samorządowe gminy wiejskie. Większość terenów obecnej gminy znalazło się w gminach Kowala i Gębarzów. Gminę tworzyły zarówno grunty włościańskie (chłopskie) jak i dworskie (folwarki). Częściami składowymi były gromady (wsie) na czele z sołtysem,
W skład gminy wchodziły w 1883 roku następujące miejscowości: Antoniów, Błędów, Błonie, Buraków, Dąbrówka Warszawska, Dąbrówka Zabłotna, Godów, Górna, Helenów, Jeżowa Wola, Klementynów, Kowala Stępocina, Kowalówka, Kończyce, Kotarwice, Kosów Większy, Kosów Mniejszy, Koszary, Ludwików, Młodzianów, Pająk, Potkanów, Ruda Wielka, Ruda Mała, Śniadków, Sobków, Staniów, Stanisławów, Wośniki, Załawie i Żakowice. Obszar gminy wynosił 13 632 mórg ziemi w tym 9775 mórg ziemi dworskiej. Siedziba gminy znajdowała się we wsi Górna. Na terenie gminy były dwie szkoły elementarne. Sąd dla gminy znajdował się w Wolanowie. W 1919 roku utworzono województwo kieleckie, w skład którego wszedł powiat radomski wraz z gminą Kowala. W 1921 gmina miała najwyższy odsetek ludności wyznania ewangelickiego w powiecie radomskim  (434 osoby), przewyższając w tym zakresie sam Radom. We wrześniu 1939 roku teren gminy znalazł się pod okupacją niemiecką, trwającą do stycznia 1945.
W 1950 r. wprowadzono Rady Narodowe jako element jednolitej struktury organów władzy państwowej, likwidując samorząd gminy i urząd wójta. Powstały wówczas gromady obejmujące po kilka wiosek. Gmina Kowala została podzielona na kilka gromad. W 1954 roku wprowadzono Gromadzkie Rady Narodowe. W latach 1954–1972 granice gromad były często zmieniane. Zmianom ulegały również kompetencje Rad Narodowych. W 1972 r. zniesiono gromady zastępując je gminami. Wprowadzono urząd naczelnika Gminy jako jednoosobowy organ wykonawczy. Wtedy po raz drugi powstała gmina Kowala. W 1975 roku wprowadzono dwustopniowy podział terytorialny kraju. Powiaty uległy likwidacji, w ich miejsce powstała struktura mniejszych województw i gmin. Utworzono wtedy województwo radomskie, w którym znalazła się gmina Kowala. Od 1 stycznia 1999 po reformie administracyjnej Kowala weszła w skład nowo utworzonego powiatu radomskiego w województwie mazowieckim.

## Demografia

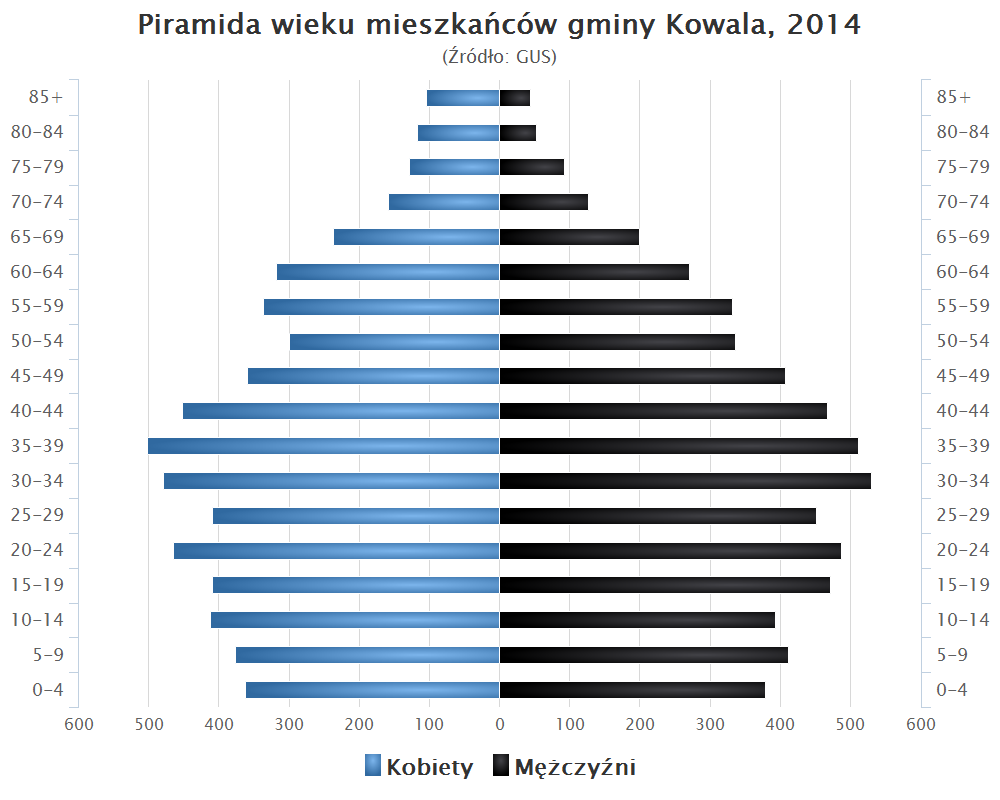
Piramida wieku mieszkańców gminy Kowala w 2014 roku

Dane z 30 czerwca 2004:
| Opis                              | Ogółem | Ogółem | Kobiety | Kobiety | Mężczyźni | Mężczyźni |
| --------------------------------- | ------ | ------ | ------- | ------- | --------- | --------- |
| jednostka                         | osób   | %      | osób    | %       | osób      | %         |
| populacja                         | 10 456 | 100    | 5198    | 49,7    | 5258      | 50,3      |
| gęstość zaludnienia (mieszk./km²) | 140    | 140    | 69,6    | 69,6    | 70,4      | 70,4      |

## Sołectwa
Augustów, Bardzice, Dąbrówka Zabłotnia, Grabina, Huta Mazowszańska, Kończyce-Kolonia, Kosów, Kotarwice, Kowala-Stępocina, Ludwinów, Maliszów, Mazowszany, Młodocin Mniejszy, Parznice, Romanów, Rożki, Ruda Mała, Trablice, Zenonów

## Sąsiednie gminy
Orońsko, Radom, Skaryszew, Wierzbica, Wolanów.